# Antonio Dattilo Rubbo

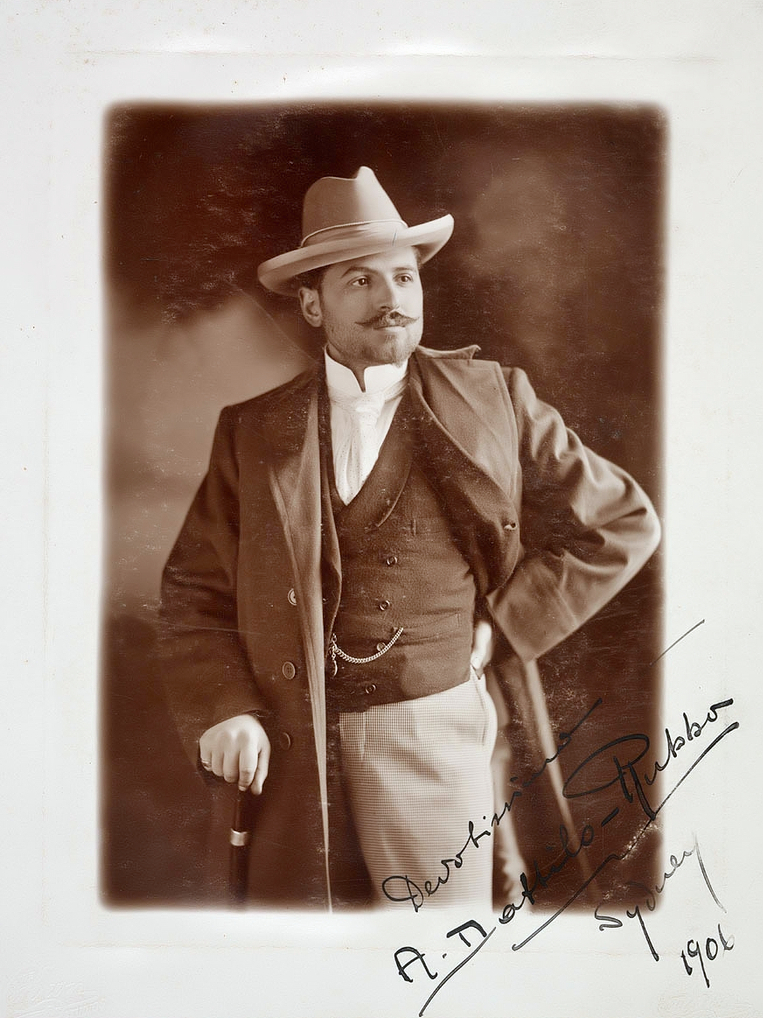
Dattilo Rubbo nel 1907

Antonio Salvatore Dattilo Rubbo (Napoli, 21 giugno 1870 – Sidney, 1º giugno 1955) è stato un artista e insegnante italiano attivo in Australia dal 1897.

## Biografia
Dattilo Rubbo nasce a Napoli nel 1870. Rimasto orfano del padre,  commerciante di grano, trascorre la prima infanzia a Frattamaggiore. Al Comune di Frattamaggiore, in occasione della Mostra Nazionale di Pittura del 1955, donò sei sue opere, fra cui l’autoritratto, nonché cinquanta sterline per l’acquisto di dipinti di ispirazione classica per una costituenda pinacoteca comunale. La nostra civica amministrazione gli conferì la cittadinanza onoraria ed una medaglia d’oro, che purtroppo arrivò in Australia quando il Maestro non era più. Studia pittura con Domenico Morelli e Filippo Palizzi prima di emigrare a Sydney in Australia, nel 1897. Dal 1898 Rubbo insegnò nelle scuole di Sydney.  Dattilo Rubbo era un insegnante d'arte stimolante, responsabile dell'introduzione di un'intera generazione di pittori australiani al modernismo attraverso la sua scuola d'arte (aperta nel 1898) e le sue lezioni presso la Royal Art Society del New South Wales.
A differenza di quasi tutti gli altri insegnanti d'arte in Australia all'epoca, non era un reazionario e incoraggiava i suoi studenti a sperimentare stili radicalmente diversi dal suo come il post-impressionismo e il cubismo. Nel 1916 sfidò a duello un membro del comitato della Royal Art Society perché si era rifiutato di appendere un paesaggio post-impressionista dal suo allievo Roland Wakelin. Altri studenti includevano Norah Simpson, Frank Hinder, Grace Cossington Smith, Donald Friend, Roy De Maistre, Roy Hodgkinson, Arthur Murch, Roy Dalgarno, Tom Bass, Ida Carey e altri ancora.  Nel 1924 ha contribuito a fondare la Manly Art Gallery e Historical Collection che contiene oltre centotrenta delle sue opere. 
Quando andò in pensione, uno dei suoi docenti, Giuseppe Fontanelli Bissietta, noto come membro del gruppo delle Sei Direzioni, rilevò la sua scuola a Sydney.